# دانیل پروو
دانیل پروو (به فرانسوی: Daniel Prévost) (زاده ۲۰ اکتبر ۱۹۳۹) بازیگر، نویسنده فرانسوی است.

## بخشی از فیلمشناسی
- ۲۰۰۹: لوک خوش‌شانس
- ۲۰۰۹: نیکولا کوچولو
- ۲۰۰۸: یک روز در موزه
- ۲۰۰۳: نه روی لبها
- ۱۹۹۸: آستریکس و اوبلیکس گرفتن سزار
- ۱۹۹۸: بازی شام
- ۱۹۹۰: اورانوس
- ۱۹۷۸: کلاهبردار
- ۱۹۷۰: آفتاب‌پرست